# (1081) Reseda
(1081) Reseda – planetoida z pasa głównego asteroid okrążająca Słońce w ciągu 5 lat i 164 dni w średniej odległości 3,09 au. Została odkryta 31 sierpnia 1927 roku w Landessternwarte Heidelberg-Königstuhl w Heidelbergu przez Karla Reinmutha. Nazwa planetoidy pochodzi od łacińskiej nazwy rośliny zielnej rezedy. Przed nadaniem nazwy planetoida nosiła oznaczenie tymczasowe (1081) 1927 QF.